# Kaalupi laht
Kaalupi laht ist ein natürlicher See in der Landgemeinde Saaremaa im Kreis Saare, auf der größten estnischen Insel Saaremaa. 3,5 Kilometer vom 13 Hektar großen See entfernt liegt der Ort Mändjala und vier Kilometer entfernt die Ostsee. Mit einer maximalen Tiefe von 50 Zentimetern ist er sehr seicht.